# غاريث وليامز
غاريث وليامز (بالإنجليزية: Gareth Williams)‏ (16 ديسمبر 1981 غلاسكو المملكة المتحدة - ) هو لاعب كرة قدم بريطاني يلعب كلاعب وسط.

## روابط خارجية
- غاريث وليامز على موقع قاعدة بيانات كرة القدم.إي يو (الإنجليزية)
- غاريث وليامز على موقع Soccerbase.com (لاعب) (الإنجليزية)
- غاريث وليامز على موقع عالم كرة القدم.نت (الإنجليزية)